# 韦慧晓
韦慧晓（1977年11月11日—），女，壮族，广西百色人，现中国人民解放军海军军人，海军上校军衔，中国解放军海军052D型导弹驱逐舰134号绍兴舰舰长。中国人民解放军海军首位女舰长，也是中国人民解放军目前唯一的女舰长。

## 简历
- 1998年6月，韦慧晓加入中国共产党[1]。2000年，本科毕业于南京大学大气科学系。[5]在南京大学就读期间给美国前总统老布什献花。因气质形象佳，入选“环球洲际小姐大赛中国特区赛区十佳”；她曾两度援藏，是中国“百名优秀志愿者”。
- 2000年至2004年，在华为公司任职[6]。2004年，进入中山大学地球科学系读研[6]。
- 2006年，获林芝地区团委颁发的“优秀志愿者”、林芝县团委颁发的“优秀志愿者”、林芝县中学颁发的“突出贡献奖”。
- 2007年，她荣获美国百人会颁发的“美国百人会英才奖”和广东省志愿服务个人金奖。
- 2007年12月，获“广东省志愿服务个人金奖”。
- 2008年，她荣获团中央颁发的“2007年全国百名优秀志愿者”证书，获得“2008奥运会冠军论坛”优秀青年称号，获得中共北京市委、市政府和北京奥组委联合颁发的“北京奥运会、残奥会优秀志愿者”称号。
- 2008年11月，韦慧晓被《中国研究生》杂志选为封面人物。
- 2009年3月，入围“2008大学生年度人物评选”百名候选人。
- 2009年5月，获共青团广东省委员会、广东省青年联合会颁发的“广东省五四奖章提名奖”。
- 2010年4月，获共青团广东省委员会、广东省青年联合会颁发的“广东省五四奖章”集体奖（中山大学研究生支教团）。
- 2010年12月，获中山大学“广州亚残运会志愿服务铜奖个人”、开闭幕式媒体运行团队获中山大学“广州亚残运会志愿服务铜奖集体”。
- 2010年12月，获广东团省委、广东省福彩中心和广东省学联颁发的“广东省福彩公益团队奖”（中山大学康乐缘爱心抗癌志愿者联盟）。
- 2011年8月，获首届“珠江公益节”公益达人称号。
- 2012年1月，韦慧晓通过军官特招途径参军入伍。授少校军衔[1][b]。2月，从中山大学地球科学系博士毕业，3月正式被分配至中国航空母舰辽宁舰服役。[4]。
- 2012年10月，韦慧晓被升任辽宁舰航海部副航海长，成为辽宁舰上第一位女副部门主管[9]。
- 2015年4月，调任长春舰任实习副舰长。2016年3月，升任副舰长[4]。
- 2017年5月，获得2017年全国向上向善好青年称号。
- 2017年9月，升任郑州舰实习舰长。同年，当选中共十九大代表[2]。
- 2022年3月。升任052D型导弹驱逐舰134号绍兴舰的舰长[3]。

## 轶闻
网络上有消息称韦慧晓是全国人大常委会前副委员长韦国清的亲属，但目前未有任何证据证实这俩人有任何亲属关系。

## 注解
1. ↑  除相关资料[1]外，有报道提及“出生于1977年的韦慧晓与二战名将巴顿同一天生日（11月11日）[2]”。
2. ↑  军官特招，2013年时，博士生应授予相应军衔，但无确定的军衔规定[7]。2021年时确定，至少为上尉军衔[8]